# Elric Delord
Elric Delord (Périgueux, 17 febbraio 1982) è un allenatore di pallacanestro francese.